# Augie Ojeda
Augie Ojeda est un joueur de baseball américain né le 20 décembre 1974 à Los Angeles.

## Biographie
Augie Ojeda participe aux Jeux olympiques d'été de 1996 à Atlanta et remporte la médaille de bronze.